# حسین رفیق اصفهانی
ملا حسین اصفهانی متخلص به رفیق (۱۷۳۷ - ۱۷۹۷م) شاعر ایرانی در سدهٔ هجدهم میلادی/دوازدهم هجری بود.

## زندگی و شاعری
حسین یا محمدحسین اصفهانی در سال ۱۱۵۰ق/ ۱۷۳۷م در اصفهان زاده شد. پدرش سبزی‌فروش بود. رفیق در اصفهان تحصیلات خود را آغاز نمود و در ادبیات برجسته شد. در انجمن ادبی مشتاق اصفهانی شرکت داشت و از شاگردان او بود. بیشتر به سرودن غزل می‌پرداخت و اشعارش به هشت هزار بیت می‌رسد. نسخه‌ای از دیوانی او شامل قصاید و غزلیات و رباعیات، به خط میرعبدالباقی بن میرحسن قزوینی در کتابخانهٔ ملی ایران موجود است.

رفیق اصفهانی در سال ۱۲۱۲ق/ ۱۷۹۷م در اصفهان درگذشت و در نجف به خاک سپرده شد؛ ماده‌تاریخ آن از نظمی تبریزی:
| با وفات رفیق بتوان گفت: |  | اوستاد یگانه رفت ای‌وای     |
| از دیار مهین سخن‌سنجان   |  | شاعر جاودانه رفت ای‌وای     |
| گر کسی سال مرگ او خواهد |  | گو:رفیق از میانه رفت ای‌وای |